# Sussie 4
Sussie 4 es un proyecto musical formado por César Gudiño (teclados, programaciones) y Odín Parada (guitarra, voz, percusiones), ganador de los DJ and Clubbing Awards 2005 y premiados como Mejor Artista Alternativo en 2003 por la revista estadounidense Banda Elástica. La banda nace en Guadalajara, México, en el año 1998, y desde sus inicios ha incursionado en la música electrónica, principalmente el house. Su primer éxito "On Time" fue editado en 1998. La banda añade diferentes instrumentos que incorporan a la base electrónica de la programación, incluyendo timbales, bongos, batería, guitarras y trompetas, haciendo continua referencia a los ritmos latinos y en especial mexicanos, fusionando cumbia y danzón con las mezclas de tornamesa y presencia vocal femenina. A lo largo del proyecto ha compartido el escenario con importantes figuras de la música electrónica, entre ellos Sweet Electra, Gus Gus, Bentley Rhythm Ace, DJ Hell, Sven Väth, Deep Dish y Buscemi. En 2007 fueron teloneros en la presentación en México de Daft Punk También han participado en festivales como el Vive Latino, Techno Geist, Union Fest, Rock Al Parque y Espárrago.

## Historia
La creación de Sussie 4 se remonta el verano de 1998 en Guadalajara, México, cuando el productor César Gudiño y el multinstrumentista Odín Parada coinciden para experimentar son ritmos electrónicos con una fuerte tendencia al House Francés, ritmos latinos con jazz y pop.

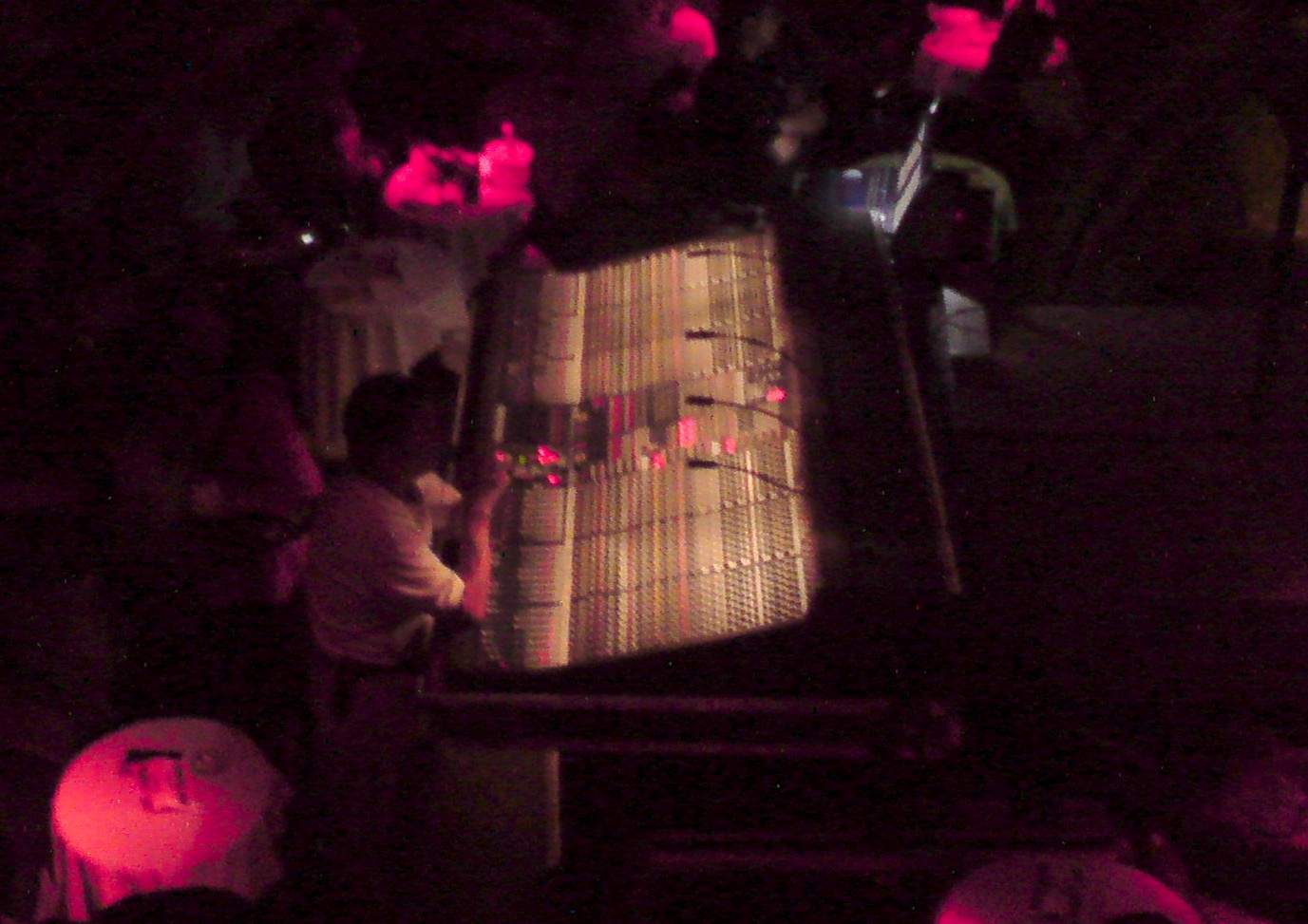
Consola que utiliza Sussie 4 para sus presentaciones en vivo.

"Música Moderna" ha sido editado en México, Francia y Estados Unidos y sus tracks han formado parte de compilaciones que han llegado hasta lugares tan remotos como Australia, Japón y Alemania. Han sido reconocidos como "Mejor Artista Alternativo 2003" por la importante publicación norteamericana de Banda Elástica. Sus energéticas y multidisciplinarias presentaciones en vivo e incesantes giras, que actualmente conjugan exitosamente instrumentos electrónicos con un sinfín de percusiones unificadas orgánicamente por voces, guitarra y bajo eléctrico, los han llevado a alternar con importantes personalidades internacionales como Gus Gus, Bentley Rythm Ace, Dj Hell, Sven Väth, Deep Dish, Buscemi, entre muchos otros, en festivales como Vive Latino, Techno Geist, Union Fest y Playa MTV en México; Rock al Parque en Colombia y Espárragos en España.
En diciembre del 2003, los integrantes sufrieron un fuerte accidente que prácticamente los incapacitó durante 9 meses, mismo que fueron aprovechados para comenzar a preparar el nuevo show, una extensa gira y un segundo álbum llamado 'Red Album' autoproducido con un renovado contrato discográfico con la transnacional EMI Music.
Es así como en el 2006 se editó “The Red Album”, elegante ensamble eléctrico/electrónico enmarcado por un ecléctico desfile de invitados de lujo que logró crear una indeleble obra en la escena musical latinoamericana. El contundente resultado ofrece las destacadas participaciones de Ale Sergi de Miranda! ("Gira Trágica y Amistosa II"), León Larregui de Zoé ("Remote Control") y Jorge González de Los Prisioneros ("Kind Of Wrong"), así como las atinadas voces de Elisa Valenzuela ("Can U Feel Me?"), Valentina González ("Stars") y Maria Tamer ("Dame Más").
El primer sencillo, “Can U Feel Me?” contó con un video dirigido por Sergio González de Dogma Estudio. “Stars”, segundo clip de la banda, llega a las pantallas de televisión también bajo la batuta de este joven director.
Por otra parte los integrantes de Sussie 4, Cesar y Odin tienen un proyecto paralelo a Sussie 4 llamado "S4 Live Machines", acompañados de un par de laptops, sintetizadores, procesadores de efectos y algunos pads, haciendo remixes  de Sussie 4.
Actualmente[¿cuándo?] están preparando su tercer disco e hicieron la primera entrega de este un sencillo titulado Hard Times que está disponible para su descarga gratuita en su página de Internet a partir del 11 de agosto de 2009.

## Discografía
- Música moderna (CD)  Nopal Beat  2002.

1. Milton G.O. (4:18)
2. On Time (feat. Valentina González) (5:31)
3. Fly (feat. Ianina Rico) (6:15)
4. Solo Voy (feat. Ely Guerra) (5:05)
5. Escapar (feat. Denisse Guerrero de Belanova) (6:19)
6. Conciencia Latina (7:59)
7. Waiting For The Ride (Tonight) (4:55)
8. El Rey Del Biutiful (6:19)
9. Suite Tropical (feat. Denisse Guerrero de Belanova) (4:58)
10. Maja 04 (5:14)
11. On Time (Drum & Bass GP 120 Remix) (5:51)

- Suite Tropical (EP")  Nopal Beat  2002.

1. Suite Tropical (Extended) (6:46)
2. Suite Tropical (Radio Edit) (4:31)
3. Suite Tropical (Tropical Sweet) (7:06)
4. Suite Tropical (Trans-am Mix) (5:19)
5. Suite Tropical (Killing Corny Mix) (6:28)
6. Suite Tropical (Jorge & Sordo Mix) (8:18)
7. Suite Tropical (Jorge & Sordo Mix [Radio Edit]) (3:50)
8. Suite Tropical (Deep On Dope Mix) (6:27)

- Red Album                    (CD)  EMI Music  2006.

1. Feedin' Back Surreal People (0:49)
2. Mmm... You Go! (5:03)
3. Shakin' Eyes (5:57)
4. Can U Feel Me? (Chorus Gustavo Montalvo Vocals Elisa Valenzuela) (3:18)
5. Stars (feat. Valentina González) (3:45)
6. Kind Of Wrong (feat. Jorge González) (4:16)
7. Play My Game (5:49)
8. You Turn Me On (0:56)
9. Remote Control (feat. León Larregui de Zoé) (5:12)
10. 7 A.M. (5:05)
11. Nights On Rush (5:45)
12. Alas De Pastilla (2:48)
13. Tócame Otra Vez (3:48)
14. Gira Trágica y Amistosa Pt. 1 (2:39)
15. Gira Trágica y Amistosa Pt. 2 (feat. Ale Sergi de Miranda!) (5:16)

- Red Album Edición Especial                   (CD)  EMI Music  mayo de 2007.

- Dame Más [EP]  (CD)  2008.

1. Intro
2. Dame Más!!! (feat. Maria Tamer)
3. Take a Trip (Into Yourself)
4. Wanna Feel You
5. Too Much Information
6. Dame Más (Campfire Session)
7. We're Free
8. Dame Más (B-Jay HdV Remix)
9. Dame Más (JSC Bearlin Records Remix)
10. Wanna Feel You (B-Jay HdV Remix)
11. Wanna Feel You (JSC Fooling Around Remix)

- Plug & Play (2008)

1. Can U Feel Me
2. Dame Más
3. Wanna Feel U
4. Gira Trágica y Amistosa Pt. 2
5. Remote Control
6. Remote Control (Remix)

- International Sonora (2009)

1. International Sonora Presenta:
2. SFCKN4
3. Sund4y:: (feat. Suzy Malick)
4. Hard Times
5. Old Timer
6. Vida (feat. Pato Machete & Sofia Orozco)
7. Tiempo
8. Fugaz (feat. Denise Gutiérrez (Lo Blondo) de Hello Seahorse!)
9. Light
10. Hambre de Ti
11. Hard Times

- Radiolatina (2012)

1. Bonita (Feat. Luis Arcaraz)
2. Mucho Corazón (Feat. Francisca Valenzuela)
3. Piel Canela (Feat. Ximena Sariñana)
4. Flor de Azalea (Feat. Jaramar)
5. Radiolatina
6. La Barca (Feat. Ely Guerra)
7. Bésame Mucho
8. Sabor a mi (Feat. Eugenia León)
9. Nosotros (Feat. Juan Manuel Torreblanca)
10. Odiame (Feat. Luis Navejas)

### Remixes
- Llegaste A Mi               (CD5") Legaste A Mi (Sussie 4... BMG 2001
- Lado Este                    (CD) Para Continuar (Sussie... Discos Antídoto 2005
- English Summer Rain ( Remix de Placebo )

### Producción
- Mexican Divas 3              (CD) Para Continuar Opción Sónica 2001
- Esta Vez                     (CD) Esta Vez Universal Records 2002
- Lado Este                    (CD) Esta Vez Discos Antídoto 2005

### Tracks appear on
- Acid Cabaret(Nopalbeat Compilation Vol. 1) (CD) Electric Casino, Tj Brass Opción Sónica 2000
- ACA World Sound Festival The Official Compilation Acapulco 2002 (2xCD) On Time (Nopal Beat) Universal Records 2002
- Acid Cabaret                 (CD) Suite Tropical, Rey de... Nopal Beat 2002
- Pete Rivera Presents For Adults Only #2 (CD) Suite Tropical Lounge Records 2002

## Colaboraciones
Han alternado con artistas de la talla de Daft Punk, Bentley Rhythm Ace, Gus Gus, Dj Hell, Sven Väth, Deep Dish, Buscemi, Gustavo Cerati, Porter, Ely Guerra, Miranda!, Belanova, Juan Son, Zoé, Sara Valenzuela, etc. Su trayectoria los ha llevado a hacer un remix para Placebo (English Summer Rain).